# Kaiser-Frazer
La Kaiser-Frazer è stata una casa automobilistica statunitense attiva dal 1946 al 1953 a Ypsilanti, nel Michigan. Nel 1953 la Kaiser-Frazer cambiò nome in Kaiser Motors e si fuse con la Willys-Overland a formare la Willys Motors Incorporated. Nell'occasione, la produzione si spostò a Toledo, nell'Ohio. Nel 1963 la Willys Motors Incorporated cambiò nome in Kaiser Jeep. Quest'ultima, nel 1970, fu acquistata dall'American Motors Corporation, che la rinominò Jeep Corporation. L'American Motors fu prima acquistata dalla Renault nel 1983 e poi venduta alla Chrysler nel 1987. Da allora la Jeep Corporation sopravvive come marchio Jeep.

## Storia

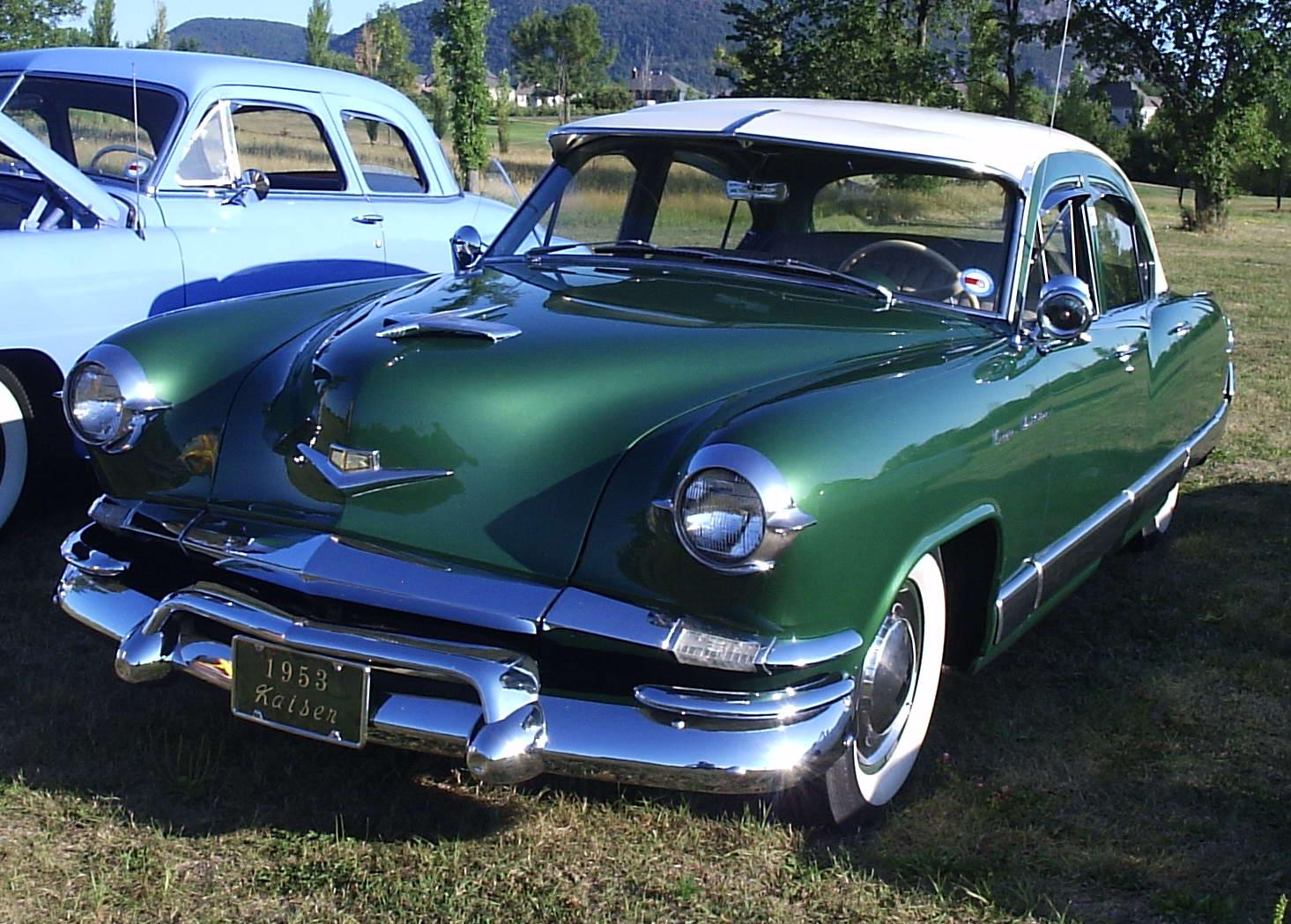
Una Kaiser Custom

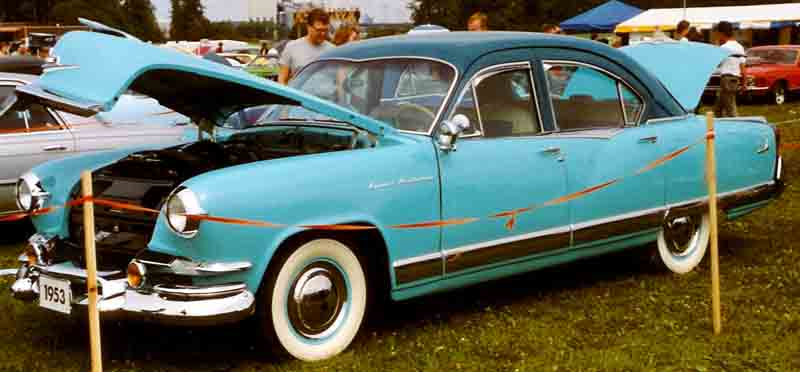
Una Kaiser Manhattan del 1953

La Kaiser-Frazer, che fu fondata da Henry J. Kaiser e da Joseph W. Frazer, iniziò a produrre automobili nel 1946, dopo la fine della seconda guerra mondiale. I marchi con cui commercializzava le vetture erano due, Kaiser e Frazer. Il marchio possedeva vari stabilimenti sparsi nel mondo con la sede principale che era situata a Ypsilanti, nel Michigan.
La Kaiser-Frazer costruì anche un piccolo modello di autovettura, che fu denominata Henry J in onore di Henry Kaiser. La Henry J fu prodotta dal 1952 al 1954 (con marchio Allstate fino al 1953). Il marchio Frazer fu soppresso nel 1951. Joseph Frazer rimase a capo del settore vendite e vicepresidente della compagnia fino al 1953, quando si dimise. L'azienda fu quindi riorganizzata con il nuovo nome di Kaiser Motors Corporation a causa dell'uscita di scena di uno dei due fondatori. Sempre nel 1953 la compagnia fu acquistata dalla Willys-Overland. Il marchio Kaiser fu poi soppresso nel 1955.
La Kaiser pagò la situazione che si era creata dopo la seconda guerra mondiale. La concorrenza era infatti sempre più agguerrita e i marchi automobilistici indipendenti come la Kaiser non avevano le risorse finanziarie ed industriali per competere ad armi pari con General Motors, Ford e Chrysler, cioè con i gruppi automobilistici statunitensi maggiori. La Kaiser, infatti, non ebbe le risorse da investire nello sviluppo di nuovi modelli e nell'aggiornamento di quelli già in produzione, risorse che erano invece in possesso dei concorrenti. I modelli Kaiser continuarono ad essere prodotti su licenza all'estero (Argentina e Brasile) ancora per qualche anno.

## Modelli prodotti

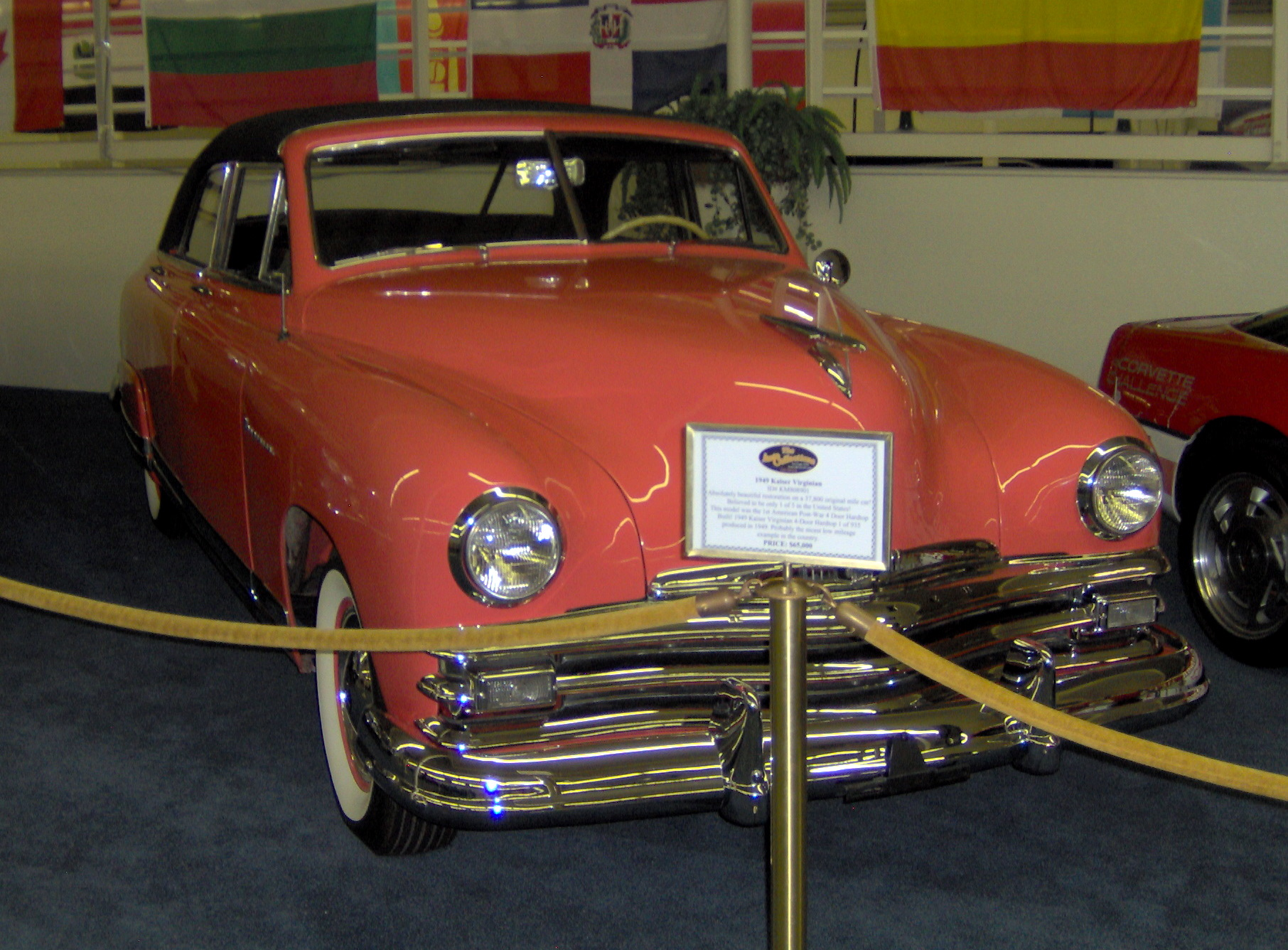
Una Kaiser Virginian DeLuxe del 1949

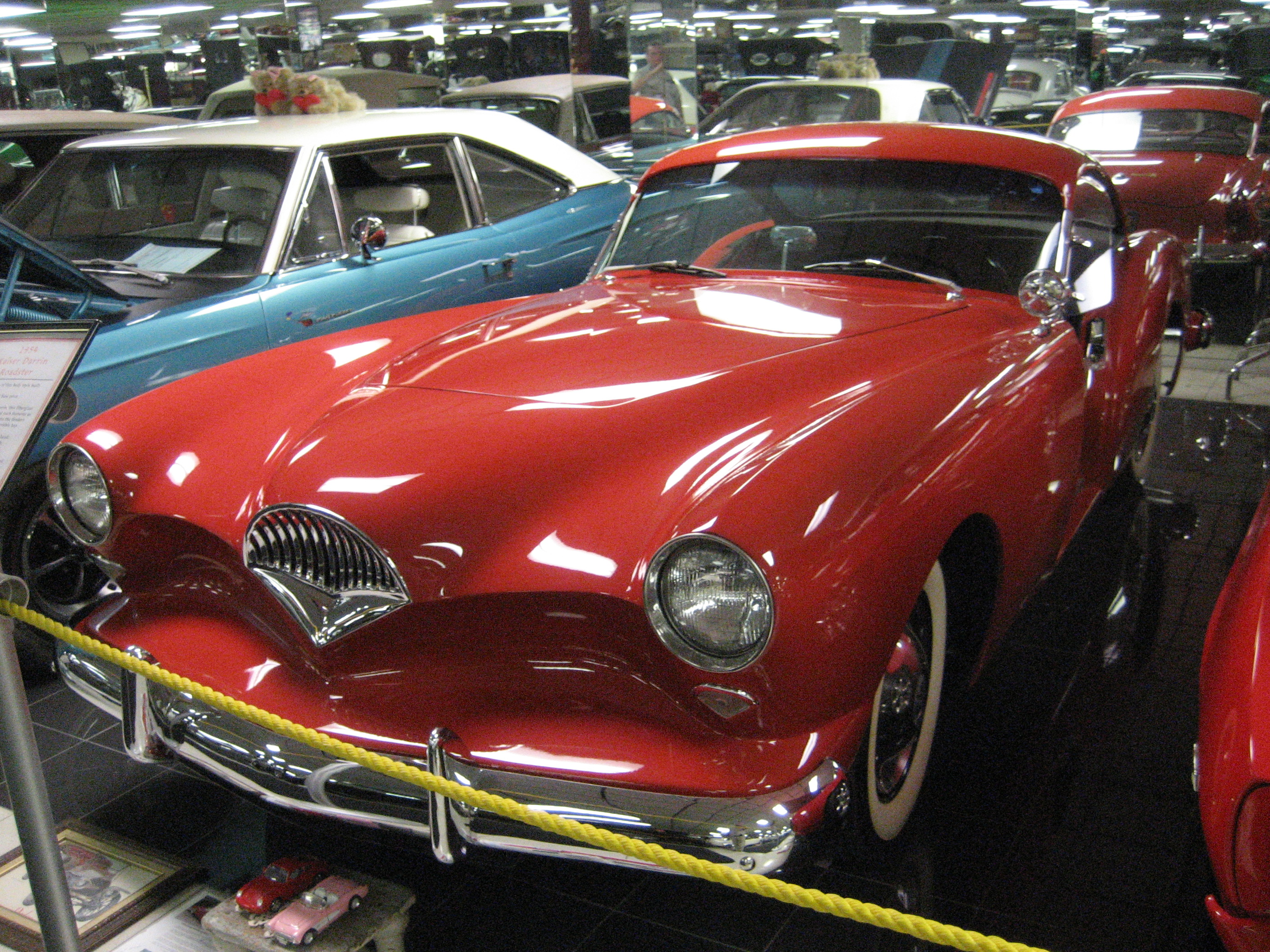
Una Kaiser Darrin del 1954

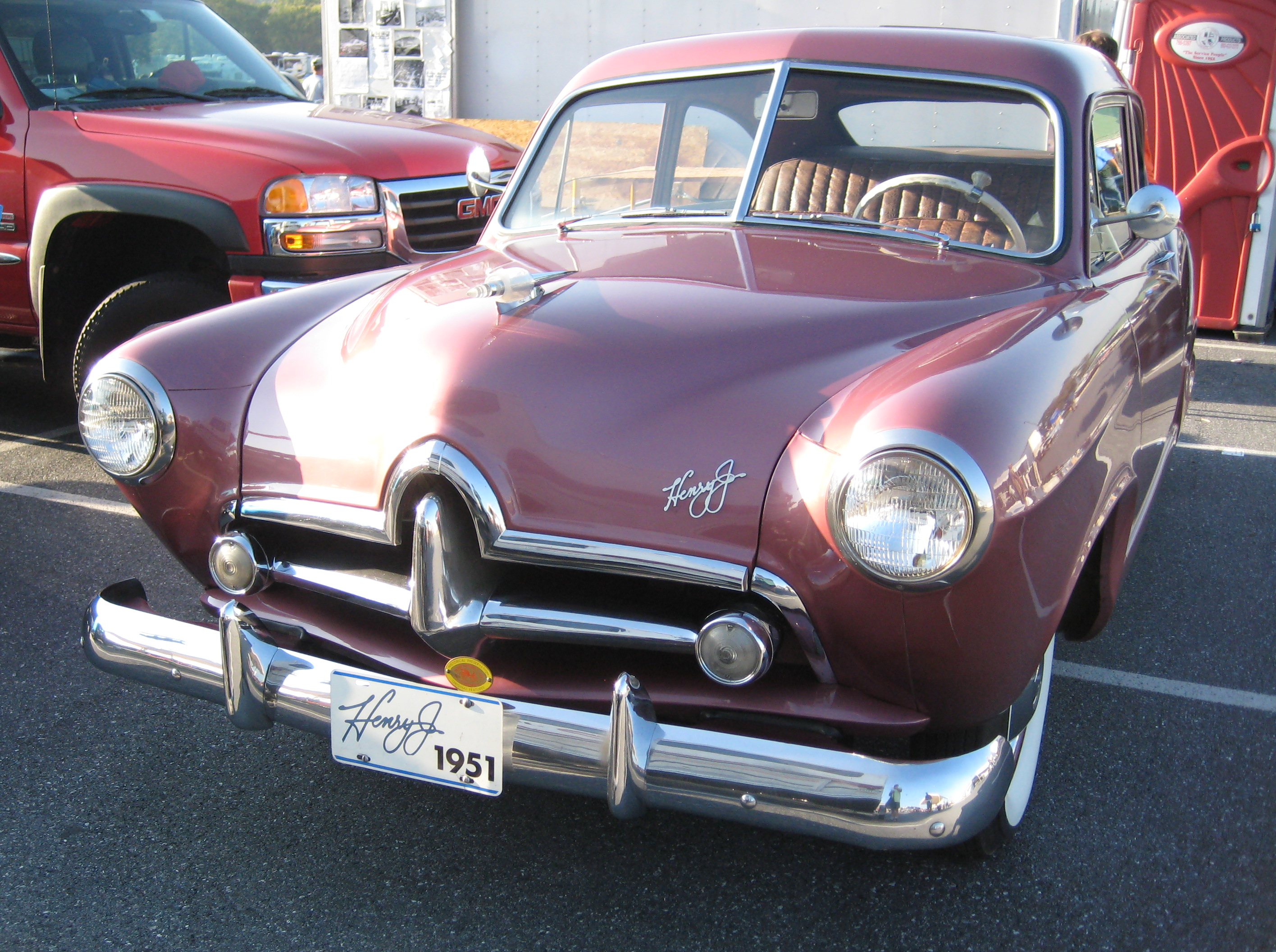
Una Henry J del 1951

### Modelli Kaiser
| Modello/i                              | Anni      | Motore                | Cilindrata | Potenza         | Esemplari  |
| -------------------------------------- | --------- | --------------------- | ---------- | --------------- | ---------- |
| Special                                | 1947-1950 | Sei cilindri in linea | 3.706 cm³  | 100 CV (74 kW)  | 210.325    |
| Custom / DeLuxe                        | 1947-1950 | Sei cilindri in linea | 3.706 cm³  | 112 CV (82 kW)  | 49.966     |
| Special / DeLuxe / Vagabond            | 1951      | Sei cilindri in linea | 3.706 cm³  | 115 CV (85 kW)  | 145.031    |
| Virginian Special / DeLuxe / Manhattan | 1952      | Sei cilindri in linea | 3.706 cm³  | 115 CV (85 kW)  | 32.131     |
| Manhattan / Dragon / Carolina          | 1953-1955 | Sei cilindri in linea | 3.706 cm³  | 118 CV (87 kW)  | ca. 33.500 |
| Supercharged Manhattan                 | 1954-1955 | Sei cilindri in linea | 3.706 cm³  | 140 CV (103 kW) | ca. 4.325  |
| Darrin                                 | 1954      | Sei cilindri in linea | 2.639 cm³  | 90 CV (66 kW)   | 435        |

### Modelli Frazer
| Modello/i            | Anni      | Motore                | Cilindrata | Potenza        | Esemplari  |
| -------------------- | --------- | --------------------- | ---------- | -------------- | ---------- |
| Standard / Manhattan | 1947-1948 | Sei cilindri in linea | 3.706 cm³  | 100 CV (74 kW) | 116.846    |
| Standard / Manhattan | 1949-1950 | Sei cilindri in linea | 3.706 cm³  | 112 CV (82 kW) | ca. 24.700 |
| Standard / Manhattan | 1951      | Sei cilindri in linea | 3.706 cm³  | 115 CV (85 kW) | ca. 10.200 |

### Henry J
| Modello/i | Anni      | Motore                    | Cilindrata | Potenza       | Esemplari |
| --------- | --------- | ------------------------- | ---------- | ------------- | --------- |
| Four      | 1951-1954 | Quattro cilindri in linea | 2.199 cm³  | 68 CV (50 kW) | 59.658    |
| Six       | 1951-1954 | Sei cilindri in linea     | 2.639 cm³  | 80 CV (59 kW) | 65.169    |

## Esemplari prodotti

### Kaiser
| Modello                      | Anno | Berlina 4 p. | Berlina 2 p. | Hardtop 4 p. | Cabriolet 4 p. | Coupé 4 p. | Commerciale 4 p. | Commerciale 2 p. | Totale  |
| ---------------------------- | ---- | ------------ | ------------ | ------------ | -------------- | ---------- | ---------------- | ---------------- | ------- |
| Special K 100                | 1947 | 65.602       | 0            | 0            | 0              | 0          | 0                | 0                | 65.602  |
| Custom K 101                 | 1947 | 5.412        | 0            | 0            | 0              | 0          | 0                | 0                | 5.412   |
| Special K 481                | 1948 | 90.588       | 0            | 0            | 0              | 0          | 0                | 0                | 90.588  |
| Custom K 482                 | 1948 | 1.263        | 0            | 0            | 0              | 0          | 0                | 0                | 1.263   |
| Special K 491                | 1949 | *            | 0            | 0            | 0              | 0          | *                | 0                | *       |
| DeLuxe K 492                 | 1949 | *            | 0            | *            | *              | 0          | *                | 0                | *       |
| Special K 501                | 1950 | 32.429       | 0            | 0            | 0              | 0          | 22.246           | 0                | 54.675  |
| DeLuxe K 502                 | 1950 | 37.756       | 0            | 986          | 42             | 0          | 4.507            | 0                | 43.291  |
| Special K 511                | 1951 | 39.078       | 8.166        | 0            | 0              | 746        | 1.829            | 915              | 50.734  |
| DeLuxe K 512                 | 1951 | 56.723       | 8.888        | 0            | 0              | 4.606      | 984              | 367              | 71.568  |
| DeLuxe K 521                 | 1952 | 4.801        | 1.487        | 0            | 0              | N/A        | N/A              | N/A              | 6.288** |
| Manhattan K 522              | 1952 | 15.839       | 1.315        | 0            | 0              | 263        | N/A              | N/A              | 17.417  |
| Dragon K 530                 | 1953 | 1.277        | 0            | 0            | 0              | 0          | 0                | 0                | 1.277   |
| DeLuxe K 531                 | 1953 | 5.069        | 1.227        | 0            | 0              | 0          | 946              | 0                | 7.242   |
| Manhattan K 532              | 1953 | 18.603       | 2.342        | 0            | 0              | 0          | 0                | 0                | 20.945  |
| Carolina K 538               | 1953 | 1.136        | 308          | 0            | 0              | 0          | 0                | 0                | 1.444   |
| Manhattan Supercharged K 542 | 1954 | 4.107        | 218          | 0            | 0              | 0          | 0                | 0                | 4.325   |
| Special K 545                | 1954 | 749          | 180          | 0            | 0              | 0          | 0                | 0                | 929     |
| Manhattan Supercharged K 516 | 1955 | ***          | ***          | 0            | 0              | 0          | 0                | 0                | 1.231   |

* I dati di produzione del 1950 includono quelli del 1949

** Non sono compresi gli esemplari per i quali non sono noti i numeri produttivi (N/A)

*** Dati non noti.

### Frazer
| Modello          | Anno | Berlina 4 p. | Hardtop 4 p. | Cabriolet 4 p. | Commerciale 4 p. | Totale  |
| ---------------- | ---- | ------------ | ------------ | -------------- | ---------------- | ------- |
| Standard F 47    | 1947 | 36.120       | 0            | 0              | 0                | 36.120  |
| Manhattan F 47 C | 1947 | 32.655       | 0            | 0              | 0                | 32.655  |
| Standard F 48    | 1948 | 29.480       | 0            | 0              | 0                | 29.480  |
| Manhattan F 48   | 1948 | 18.591       | 0            | 0              | 0                | 18.591  |
| Standard F 49    | 1949 | 14.700*      | 0            | 0              | 0                | 14.700* |
| Manhattan F 49   | 1949 | 9.950*       | 0            | 62             | 0                | 10.012* |
| Standard F 50    | 1950 | *            | 0            | 0              | 0                | *       |
| Manhattan F 50   | 1950 | *            | 0            | *              | 0                | *       |
| Standard F 51    | 1951 | **           | 0            | 0              | **               | 9.931   |
| Manhattan F 51   | 1951 | 0            | 152          | 131            | 0                | 283     |

* I dati di produzione del 1950 includono quelli del 1949

** Dati non noti.